# Erica Beck
Erica Beck (Lakewood, 5 giugno 1992) è un'attrice e doppiatrice statunitense.
Ha iniziato a lavorare come doppiatrice all'età di due anni, nella versione originale di Pompoko. Dopo questo lavoro, tornò a doppiare otto anni dopo in Lilo & Stitch e successivamente in Alla ricerca di Nemo, per il quale vinse uno Young Artist Award.
Nel 2004 ha debuttato in televisione nella serie televisiva Unfabulous e in E.R. - Medici in prima linea e nel 2008 in ICarly.
È attualmente in attività con qualche lavoro cinematografico.

## Filmografia

### Attrice
- Unfabulous (1 episodio, 2004)
- E.R. - Medici in prima linea (1 episodio, 2004)
- ICarly (1 episodio, 2008)

### Doppiatrice
- Pompoko (1994)
- Lilo & Stitch (2002)
- Alla ricerca di Nemo (2003)